# Fiodor Litke
Fiodor P. Litke (znany też jako F. P. Lütke) (ur. 17 września?/28 września 1797 w Sankt Petersburgu, zm. 20 sierpnia 1882 tamże) – rosyjski geograf i żeglarz, admirał. Od 1829 członek Petersburskiej Akademii Nauk, od 1864 jej przewodniczący. Współzałożyciel Rosyjskiego Towarzystwa Geograficznego, jednego z najstarszych stowarzyszeń geograficznych na świecie. Jego imieniem nazwano krater Litke na Księżycu.

## Podróże i odkrycia
W latach 1821–1824 Litke zbadał wybrzeża Nowej Ziemi, grupy wysp na Oceanie Arktycznym, które administracyjnie należą do Rosji. Badał on także wschodnią część Morza Barentsa i Morze Białe.
W latach 1826–1829 Litke brał udział w wyprawie dookoła świata, w czasie której w 1827 odkrył i zbadał wyspy Bonin i Karoliny (Wyspy Karolińskie).

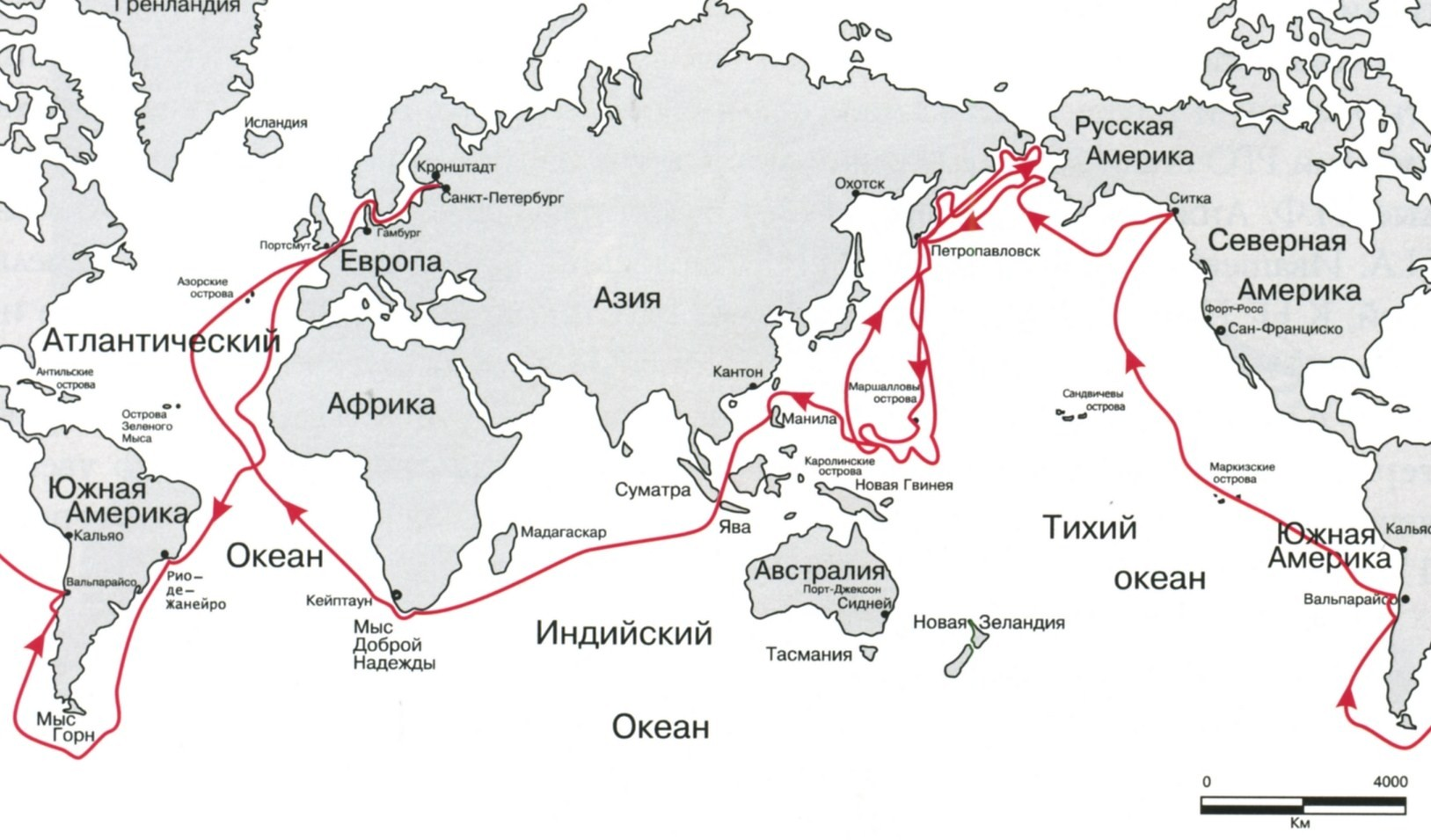
Trasa podróży Fiodora Litkego w latach 1826–1828

## Upamiętnienie
Na jego cześć nazwano Wyspy Litkego.